# ケイジャン・フランス語
ケイジャン・フランス語（ケイジャン・フランスご、仏: Français cadien、英: Cajun French）はフランス語の変種である。
おもにアメリカ合衆国ルイジアナ州南部および南西部の行政教区で話されている。

## 言語名別称
- Acadian
- Cadien
- Cajan
- Cajun
- アカディア語
- ケイジュン・フランス語
- アカディア・フランス語

## 方言
- Big Woods French
- Marsh French
- Prairie French